# AGEL Open 2022
L'AGEL Open 2022 è un torneo di tennis facente parte della categoria WTA 500 nell'ambito del WTA Tour 2022. È la 3ª edizione del torneo giocato su campi in cemento indoor. Il torneo si gioca all'Ostravar Aréna di Ostrava in Repubblica Ceca dal 3 al 9 ottobre 2022.

## Partecipanti al singolare

### Teste di serie
| Nazionalità | Giocatrice          | Ranking* | Testa di serie |
| ----------- | ------------------- | -------- | -------------- |
| Polonia     | Iga Świątek         | 1        | 1              |
| Spagna      | Paula Badosa        | 3        | 2              |
| Estonia     | Anett Kontaveit     | 4        | 3              |
| Grecia      | Maria Sakkarī       | 7        | 4              |
|             | Dar'ja Kasatkina    | 11       | 5              |
| Svizzera    | Belinda Bencic      | 14       | 6              |
| Brasile     | Beatriz Haddad Maia | 15       | 7              |
| Lettonia    | Jeļena Ostapenko    | 17       | 8              |

* Ranking al 26 settembre 2022.

### Altre partecipanti
Le seguenti giocatrici hanno ricevuto una wild card per il tabellone principale:
- Petra Kvitová
- Tereza Martincová
- Karolína Muchová

Le seguenti giocatrici sono passate dalle qualificazioni:

- Anna Blinkova
- Eugenie Bouchard
- Caty McNally
- Alycia Parks
- Bernarda Pera
- Ajla Tomljanović

## Partecipanti al doppio

### Teste di serie
| Nazione     | Giocatore        | Nazione       | Giovatore           | Ranking* | Testa di serie |
| ----------- | ---------------- | ------------- | ------------------- | -------- | -------------- |
| Stati Uniti | Desirae Krawczyk | Paesi Bassi   | Demi Schuurs        | 27       | 1              |
| Kazakistan  | Anna Danilina    | Brasile       | Beatriz Haddad Maia | 43       | 2              |
| Polonia     | Alicja Rosolska  | Nuova Zelanda | Erin Routliffe      | 71       | 3              |
| Belgio      | Kirsten Flipkens | Germania      | Laura Siegemund     | 82       | 4              |

* Ranking aggiornato al 26 settembre 2022.

### Altre partecipanti
La seguente coppia di giocatrici ha ricevuto una wild card per il tabellone principale:
- Nikola Bartůňková /  Barbora Palicová

#### Ritiri
Prima del torneo
- Chan Hao-ching /  Zhang Shuai → sostituite da  Georgina García Pérez /  Ingrid Neel
- Kirsten Flipkens /  Sara Sorribes Tormo → sostituite da  Angelina Gabueva /  Anastasija Zacharova
- Vivian Heisen /  Monica Niculescu → sostituite da  Anna-Lena Friedsam /  Vivian Heisen
- Nicole Melichar-Martinez /  Laura Siegemund → sostituite da  Lucie Hradecká /  Linda Nosková

## Campionesse

### Singolare
Barbora Krejčiková ha sconfitto in finale  Iga Świątek con il punteggio di 5-7, 7-6(4), 6-3.
- È il quinto titolo in carriera per la Krejčíková, il secondo di fila e della stagione.

### Doppio
Caty McNally /  Alycia Parks hanno sconfitto in finale  Alicja Rosolska /  Erin Routliffe con il punteggio di 6-3, 6-2.